# Borkowo Małe
Borkowo Małe (deutsch Klein Borckenhagen) ist ein Wohnplatz in der Woiwodschaft Westpommern in Polen. Er gehört zur Gmina Radowo Małe (Gemeinde Klein Raddow) im Powiat Łobeski (Labeser Kreis).

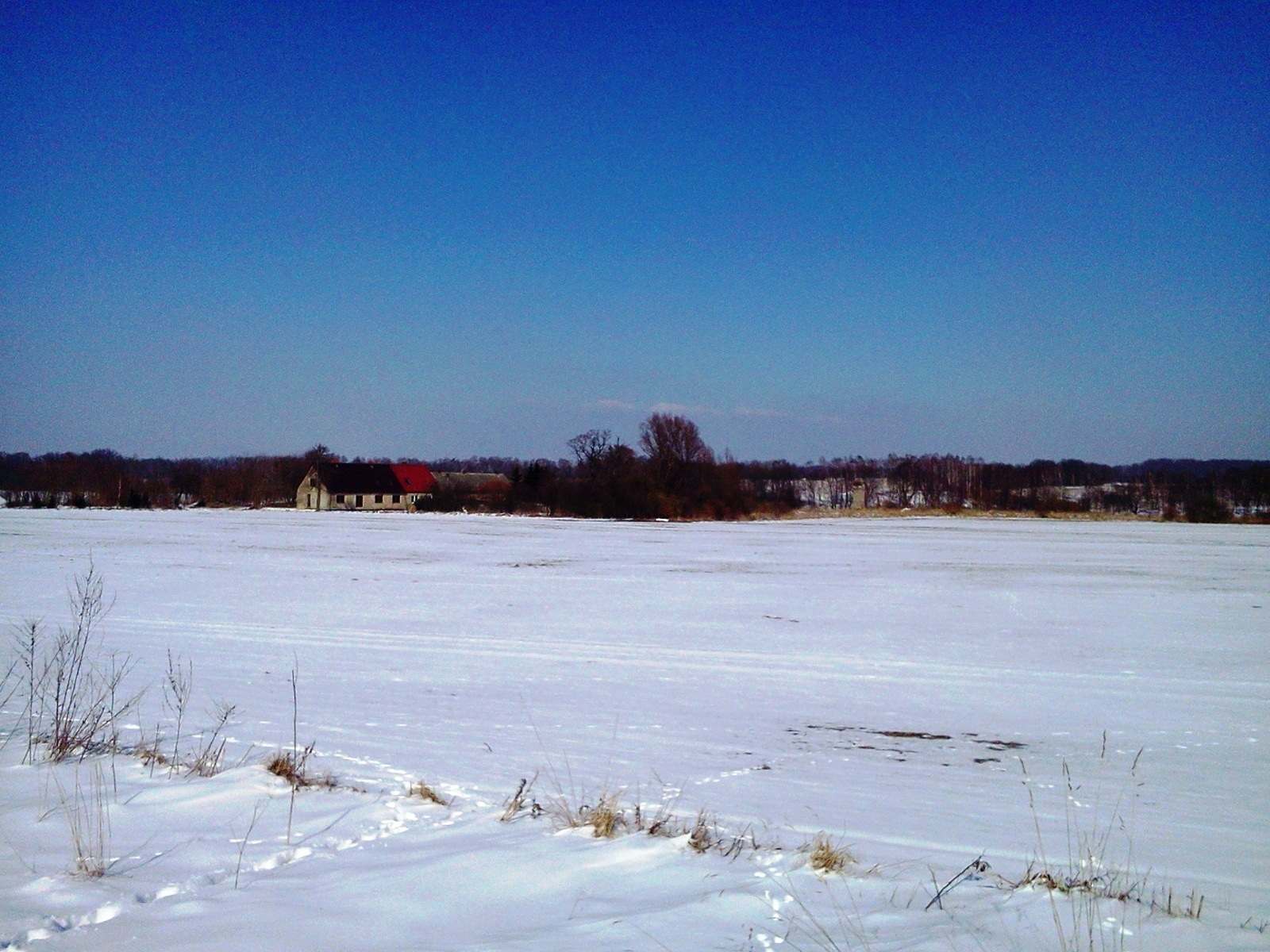
Ortsansicht (2013)

Der Wohnplatz liegt in Hinterpommern, etwa 65 Kilometer nordöstlich von Stettin und etwa 13 Kilometer westlich der Kreisstadt Labes. 
Der Gutsbezirk Klein Borckenhagen zählte im Jahre 1910 43 Einwohner. 
Später wurde der Gutsbezirk Klein Borckenhagen in die benachbarte Landgemeinde Wolkow eingemeindet, mit der Klein Borckenhagen bis 1945 zum Kreis Regenwalde der preußischen Provinz Pommern gehörte.
Nach dem Zweiten Weltkrieg kam Klein Borckenhagen, wie ganz Hinterpommern, an Polen. Der Wohnplatz erhielt den polnischen Ortsnamen „Borkowo Małe“. Heute liegt der Wohnplatz in der polnischen Gmina Radowo Małe (Gemeinde Klein Raddow), in der er zum Schulzenamt Radowo Małe (Klein Raddow) gehört.